# Мечеть Мохамед-бея аль-Кадира
Мечеть Мохамед-бея аль-Кадира или Старая мечеть (араб. مسجد محمد بك آل الكبير،‎) — старейшая мечеть в городе Оран.

## История
Эта мечеть была заложена Мохамед-беем аль-Кадиром в 1792 году, сразу после того как Оран был передан Испанией Алжиру. Возможно, что это была реконструкция мечети существовавшей до 1509 года. После смерти Мохамед-бея в 1799 году, его тело было погребено в мечети. Вскоре вокруг построенной за стенами города мечети возник квартал, который был полностью разрушен французами в 1832 году. Здание мечети было переоборудовано под форт в котором до 1893 года размещался французский гарнизон. В 1893 году мечеть была вновь открыта для верующих. После расширения границ города в конце XIX — начале XX века зданием мечети попало в черту города и было окружено многоэтажными зданиями.